# 七魚宴 (大熊餐廳)
〈七魚宴〉（英語："Fishes"），是美國喜劇劇集《大熊餐廳》第二季的第六集，由劇集主創克里斯多福·斯托勒執導，斯托勒和該劇的節目統籌喬安娜·察洛編劇，傑瑞米·艾倫·懷特、艾邦·摩斯-貝克許、艾比·伊略特和馬蒂·馬得勝主演，奥利弗·普莱特、潔美·李·寇蒂斯、吉利安·雅各布斯、約翰·穆拉尼、鮑勃·奧登科克、莎拉·保羅森、瑞奇·斯塔菲耶里、克里斯·威泰斯克和強·柏恩瑟客串演出，並於2023年6月22日在Hulu首播。
〈七魚宴〉普遍獲得正面評價，主要在分集主題、氣氛營造和客串陣容的演出表現等方面備受讚譽。該分集時長約六十六分鐘，是《大熊餐廳》目前最長的分集。

## 劇情

### 背景設定
〈七魚宴〉設定於距離大熊餐廳開幕的二百五十六週（約五年）前，環繞貝爾扎托家族（The Berzattos）的一場聖誕晚餐，晚餐主菜為意大利移民的傳統菜式七魚宴。該分集登場的劇集主演包括男主角卡米·貝爾扎托（傑瑞米·艾倫·懷特飾），以及卡米的妹妹糖糖（艾比·伊略特飾）、表親里奇·傑里莫維奇（艾邦·摩斯-貝克許飾）和兒時好友尼爾·霍克（馬蒂·馬得勝飾）。而在分集中客串的角色則包括卡米和糖糖的母親唐娜（潔美·李·寇蒂斯飾）、哥哥麥可（強·柏恩瑟飾）、親叔叔吉米·西塞羅（奥利弗·普莱特飾）和表姐米歇爾（莎拉·保羅森飾），以及與唐娜斷斷續續地交往的男友李叔叔（鮑勃·奧登科克飾）、米歇爾的男友史蒂文（約翰·穆拉尼飾）、里奇當時尚未離婚的妻子蒂芙尼（吉利安·雅各布斯飾）、糖糖的丈夫皮特（克里斯·威泰斯克飾）和尼爾的哥哥西奧多（瑞奇·斯塔菲耶里飾）。此外，與卡米後來發展成為情侶的暗戀對象克萊兒（莫莉·戈登飾）在本集中被提及。

### 梗概
糖糖告訴麥可自己很擔心母親唐娜的精神狀態，但麥可勸她千萬不要問唐娜「是否沒事」，指任何「沒事」的人聽到有人這樣問都會變得「有事」。剛從哥本哈根回來的卡米加入對話，他和麥可答應糖糖他們會應付母親。
尼爾和西奧多纏著吉米向他兜售棒球卡，但吉米沒有上當。唐娜忙著準備七魚宴，卡米到廚房幫助母親，期間里奇（當時尚未離婚）的妻子蒂芙尼因初懷孕而感到不適，唐娜給她一些布廖斯奇藥片，並讓她到自己的睡房稍作休息。隨後，唐娜埋怨卡米手腳太慢，又指打算上前幫忙的糖糖只會幫倒忙而將她趕離廚房。里奇詢問唐娜為甚麼一定要吃工序繁複的七魚宴，唐娜解釋這是意大利移民的傳統，紀念他們漂泊遠方尋找新夢想和新家園。一旁的李叔叔卻插嘴反駁七魚宴是源自《聖經》中的象徵，唐娜對此略感不悅，里奇連忙打圓場指他更喜歡唐娜的解釋。里奇離開廚房後與麥可和史蒂文一同告訴卡米他們剛才在街角遇到克萊兒，他們三人更告知克萊兒卡米一直暗戀著她，令害羞的卡米非常惱怒和尷尬。
里奇到睡房看望蒂芙尼，二人一邊親熱一邊聊天，期間蒂芙尼問里奇有沒有去物色新居，但里奇搪塞過去。麥可到廚房拿啤酒時聽到李叔叔正在游說母親在市中心買樓，他遂出言嘲諷。里奇向吉米索求一份工作，吉米若有所思的答應。糖糖看著手忙腳亂的母親和不斷發響的計時器開始愈發擔心。尼爾和西奧多又找上史蒂文向他兜售棒球卡，但他同樣沒有上當。卡米向麥可展示了「大熊餐廳」的草圖作為聖誕禮物，以表示希望能兄弟檔一同開辦餐廳。麥可在卡米離開後獨自流淚。在廚房的唐娜開始精神崩潰，對協助她備菜的糖糖大發雷霆。而其他人在客廳開始有一搭沒一搭地聊天，期間當麥可和里奇興奮地述說一次嗑藥的經歷時，李叔叔抱怨已經「聽過百萬次」，令眾人非常掃興。麥可出言斥責李叔叔，但就在這時皮特剛好到場，化解了二人的爭執。不過皮特竟然帶來了從北極空運送到的金槍魚砂鍋，即除了七魚宴外再多加第八條魚，令眾人無語。卡米和糖糖看到後更要皮特直接將砂鍋丟掉，以免刺激唐娜。米歇爾邀請卡米跟她移居到紐約市，並在她名下的餐廳工作，避免為了向家人證明自己而承受太多壓力，卡米指他會考慮。
眾人入座並互相問好。蒂芙尼感謝吉米給里奇工作，但吉米知道是里奇自說自話，並不想要戳破謊言影響蒂芬尼，並向蒂芬尼謊稱是因為他不想將此事聲張，避免所有游手好閒之徒都向他索要工作。里奇用唇語感謝吉米。唐娜在廚房獨自痛哭，認為沒有人在乎自己，但卡米安慰她，並告訴她眾人其實都很感激她的所作所為，唐娜遂要求卡米到出面就座。在等待唐娜上菜時，眾人又開始聊天，過程中米歇爾問及七魚宴的意義，李叔叔搶著回應，指七魚宴是出自《聖經》。認為李叔叔不尊重母親且處於興奮狀態的麥可遂朝他扔叉子，警告他不要在自己父親家中大放厥詞。李叔叔反駁麥可不也是要跟眾人說那個「聽過百萬次」的故事，並諷刺他只是個一事無成的廢物。吉米打算勸架，卻也被李叔叔批評就是他一直幫助麥可才令他變成這樣。憤怒的麥可不斷裝作要再朝李叔叔扔叉子，而眾人不斷出言相勸。
唐娜從廚房出來，眾人佯裝無事發生。但在史蒂文領禱後，唐娜開始胡言亂語，令糖糖忍不住詢問母親「是否沒事」。唐娜聽後立即發飆，怒罵眾人後離座。李叔叔在唐娜離開後指其實大家早就預見到這個結果，現在終於發生，令人鬆一口氣。此話再度惹怒麥可，他撿起一旁的叉子再度朝李叔叔扔去。憤怒的李叔叔隨即打算還擊，其他人見狀連忙拉着二人。就在這時，唐娜將自己反鎖在汽車內，並駕車一把撞進了客廳。麥可不斷拍著車窗要唐娜開門，而卡米和糖糖面面相覷。

## 製作

### 開發
〈七魚宴〉由劇集主創人克里斯多福·斯托勒執導，斯托勒和節目統籌喬安娜·察洛編劇。該分集時長約六十六分鐘，是《大熊餐廳》目前最長的分集，比起其他分集平均長大約一倍。
斯托勒指他希望該分集承接前集〈汽水〉中卡米和克萊兒確立關係的劇情，探討為何卡米一直處於被動和抗拒接受戀愛，同時以一般家庭都會有的共同經歷作為分集主題，以緩和劇集的節奏。他故意在該分集中加入大量角色，令觀眾產生不知所措的感覺，如同在現實的家族聚會上面對陌生或不想見面的親戚，但同時由於貝爾扎托家族成員之間的關係密切，觀眾亦能透過得知他們是有著連繫，明白他們心裡其實是互相愛著對方。斯托勒也指出該分集的中心角色為唐娜，並讓潔美·李·寇蒂斯在演繹時故意將角色的狀態演成介乎醉酒和和精神狀態不穩之間，使觀眾對唐娜的狀態感到好奇，並在隨後展示唐娜仍有人性的一面。斯托勒給予演員自由發揮的空間，因此不少場景都是演員們的即興演出，例如米歇爾私下邀請卡米到她在紐約的餐廳工作的橋段和麥可告訴卡米關於偶遇克萊兒的對白，唯獨結尾唐娜撞向客廳一幕在最初已經被寫進劇本，而演員們在出演時仍然要裝作沒有注意到唐娜的精神狀況，並對她突然失控的行徑給出驚訝反應。此外，該劇的劇本用上雙重對話的寫法，即在同一幕中讓演員進行多於一段對話。在拍攝晚宴一幕時，劇組在飯廳中架設了三部攝影機，並儘量以長鏡頭的方式拍攝。晚宴上麥可向李叔叔扔叉子一段在原劇本中並沒有如最終版本般緊湊，但鮑勃·奧登科克認為李叔叔並沒有打算與麥可打架，而麥可卻是明顯希望跟他打一場，因此提出以言語嘲諷和反擊麥可。強·柏恩瑟原定是要用一隻橡膠叉子擲向奧登科克，但柏恩瑟因認為效果不理想而提出改用膠叉，並以後製方式加上金屬聲效，增加劇情張力。而李叔叔最後翻桌並作勢攻擊麥可一段亦是由奧登科克即興加入。
傑瑞米·艾倫·懷特指卡米在該分集處於較為安靜和被動的狀態，一直在觀察其他人，實際上是在避免如唐娜和麥可等其他精神狀態不穩的角色突然失控的表現。強·柏恩瑟形容該分集與第一季中的麥可相差甚大，〈七魚宴〉中的麥可將他內心最醜惡、脆弱、痛苦和富攻擊性的一面展現出來，同時增加更多他與卡米之間的互動。艾邦·摩斯-貝克許則指該分集亦為觀眾展示了里奇一角的過去，他曾經試圖離開餐飲業和成為父親，且有很多人愛著他，並與日後他變得落魄和充滿改變的生命形成鮮明對比。而潔美·李·寇蒂斯形容該分集向觀眾展示了唐娜是如何對卡米、糖糖和麥可三個角色造成哀痛和創傷。

### 選角
斯托勒和察洛在開始創作第二季劇本的頭幾天已經確認其中一集將會有眾多演員客串，他們認為充滿熱情的客串陣容能更好詮釋不同的故事，選角導演珍妮·巴查拉克（Jeanie Bacharach）亦指劇組並沒有故意挑選知名影星，只是單純希望找到能以有意義和令人難忘的方式詮釋每個角色的演員。強·柏恩瑟曾在第一季〈克瑞斯〉一集客串飾演卡米的哥哥麥可，巴查拉克提到由於他的表現令人印象深刻，因此劇組在構思該分集時便有意邀請他回歸客串。吉利安·雅各布斯在現實中是斯托勒的女友，並曾在第一季客串聲演里奇前妻的留言信箱錄音，因此斯托勒在選角初段便計劃讓雅各布斯以里奇前妻的身份回歸出演該分集；而莎拉·保羅森是斯托勒的好友，因此同樣在選角初期便爽快答應斯托勒的邀請。斯托勒原本打算找一位相熟的知名演員出演李叔叔一角，但在巴查拉克的建議下改為邀請氣質更貼近角色的鮑勃·奧登科克，奧登科克形容該分集是他繼《絕命律師》後有過最好的拍攝體驗，讚揚斯托勒充分給予每位演員自由發揮的空間。巴查拉克亦指劇組在潔美·李·寇蒂斯奪得奧斯卡金像獎前就已經有意邀請她客串，其餘有被考慮出演唐娜一角的包括蜜雪兒·菲佛和梅拉尼·格里菲思，但分別因檔期衝突和與角色形象不吻合而沒有應邀。斯托勒和巴查拉克最後決定聯絡寇蒂斯，由於寇蒂斯本身是該劇的粉絲，因此在未有閱讀劇本的情況下便答應參演。劇組屬意飾演史蒂文的首要人選同樣並非約翰·穆拉尼，但由於該位演員最終因檔期衝突未能參演，因此斯托勒邀請了同樣外表斯文但又帶點黑色幽默感的好友穆拉尼來演出。

### 拍攝
該分集於芝加哥北岸拍攝，分別在三間房子和攝影廠內取景，拍攝時長大約一星期。為了捉緊拍攝時機，眾演員在拍攝時都在屋子的走廊中排隊等待交接。斯托勒和該劇的料理顧問馬蒂·馬得勝堅持使用真實的食物而非道具進行拍攝，甚至刻意將取景用的房子弄得充滿海鮮味，讓演員投入劇中情境，因此在拍攝過程中需要多次彩排和從各個拍攝地點運送大量食物，另一位料理顧問考特尼·斯托勒（Courtney Storer）曾將拍攝該分集形容為創作整個第二季最困難的工作。

## 評價
〈七魚宴〉的整體評價正面，主要在分集主題、氣氛營造和演出表現三方面備受讚譽，同時因亮眼的客串陣容而廣受關注。《福布斯》、《君子雜誌》和Screen Rant亦將該分集評為2023年的最佳電視劇分集之一。
《滾石》的阿蘭·塞平沃爾指〈七魚宴〉有別於第一季的〈檢查〉是用上長鏡頭拍攝，鋪張華麗的演出陣容營造出該劇前所未有的壓迫感，同時終於令觀眾了解到卡米過去的心理創傷，為他之後無法與克萊兒建立關係而埋下伏筆，並讓觀眾同情被命運一直打擊的卡米。塞平沃爾亦提到雖然該分集有一大堆熟悉的面孔，但在觀看時卻會感受到他們存在的必要性和說服力，例如突然闖入麥可生活而令他反感的李叔叔，或是於全家人格格不入的史蒂文。即使該分集明顯是卡米的背景故事，但每個角色都有自己的戲份和作用，並促使該分集邁向最終的高潮。同時，觀眾對演員的熟悉感更可以增加投入度，並期待晚宴最終會以多麼糟糕的方式完結。《君子雜誌》的布雷迪·朗曼（Brady Langmann）將該分集與《繼承之戰》的〈康納的婚禮〉和《怒嗆人生》的〈光明的輪廓〉（"Figures of Light"）一同評為2023年的最佳電視劇分集，讚揚該分集明智地設定在中段，承接先前卡米與克萊兒展開關係的劇情，隨即插入作為閃回片段的〈七魚宴〉，除了能鋪墊後續劇情，亦能讓觀眾充分了解卡米的心理創傷和內心掙扎。同時，朗曼讚揚該分集如同復仇者聯盟般的演出陣容都忠實地演繹角色，更形容該分集是在計劃包攬黃金時段艾美獎劇情類最佳客串演員的所有提名。《環球郵報》的麗貝卡·塔克（Rebecca Tucker）形容演員表現為「令人難以置信和震驚的高難度演繹」，清楚解釋為何卡米如此在意哥哥的餐廳和貝爾扎托家族的成員，而且在除了約翰·穆拉尼的飯前禱獨白外的所有戲碼都會令觀眾焦慮和悲傷。《衞報》的阿德里安·霍頓（Adrian Horton）亦有類似看法，形容該分集充滿「怨恨、攻擊和傷害」，觀看時會不自覺代入角色而感到緊張。
Vulture的瑪拉·埃金（Marah Eakin）給予〈七魚宴〉5星評分（滿分5星），指該分集的演出陣容豪華且演出到位。《信使報》的梅根·維克（Megan Vick）亦點名讚揚潔美·李·寇蒂斯、奥利弗·普莱特、約翰·穆拉尼、強·柏恩瑟和鮑勃·奧登科克五人的演出表現。她提到寇蒂斯的瘋狂又抑鬱的狀態令人無法捉摸和估計她下一步的行動，更帶動著所有演員的走向；在該劇一向飾演反派的普莱特向觀眾展現出一個全新的面貌；而穆拉尼、柏恩瑟和奧登科克亦各自詮釋了一個富有說服力的角色形象。Salon.com的梅蘭妮·麥克法蘭（Melanie McFarland）則讚揚該分集透過一場聖誕晚餐便同時營造出緊張、混亂、興奮和痛苦的氛圍，並巧妙地鋪排各個戲碼來操控觀眾的情緒。而IGN的瓦萊麗·埃滕霍費爾（Valerie Ettenhofer）提到該分集以「叉子」作為貝爾扎托家族成員面對過往心理創傷的象徵，因此在隨後的〈餐叉〉中里奇被高級餐廳委派去不斷抹餐叉，而在〈大熊餐廳〉又出現餐叉短缺一幕，為貝爾扎托家族療癒過往創傷埋下伏線。

## 外部連結
- 互联网电影数据库上七魚宴的资料（英文）